# ریوتا کاجیکاوا
ریوتا کاجیکاوا (انگلیسی: Ryota Kajikawa؛ زادهٔ ۱۷ آوریل ۱۹۸۹) بازیکن فوتبال اهل ژاپن است.
از باشگاه‌هایی که در آن بازی کرده‌است می‌توان به باشگاه فوتبال توکیو وردی اشاره کرد.